# Exedra

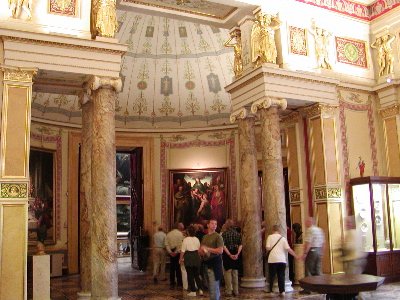
Een neoklassieke exedra in de nieuwe Hermitage in Sint-Petersburg, Rusland door architect Leo von Klenze (gebouwd tussen 1839-1852).

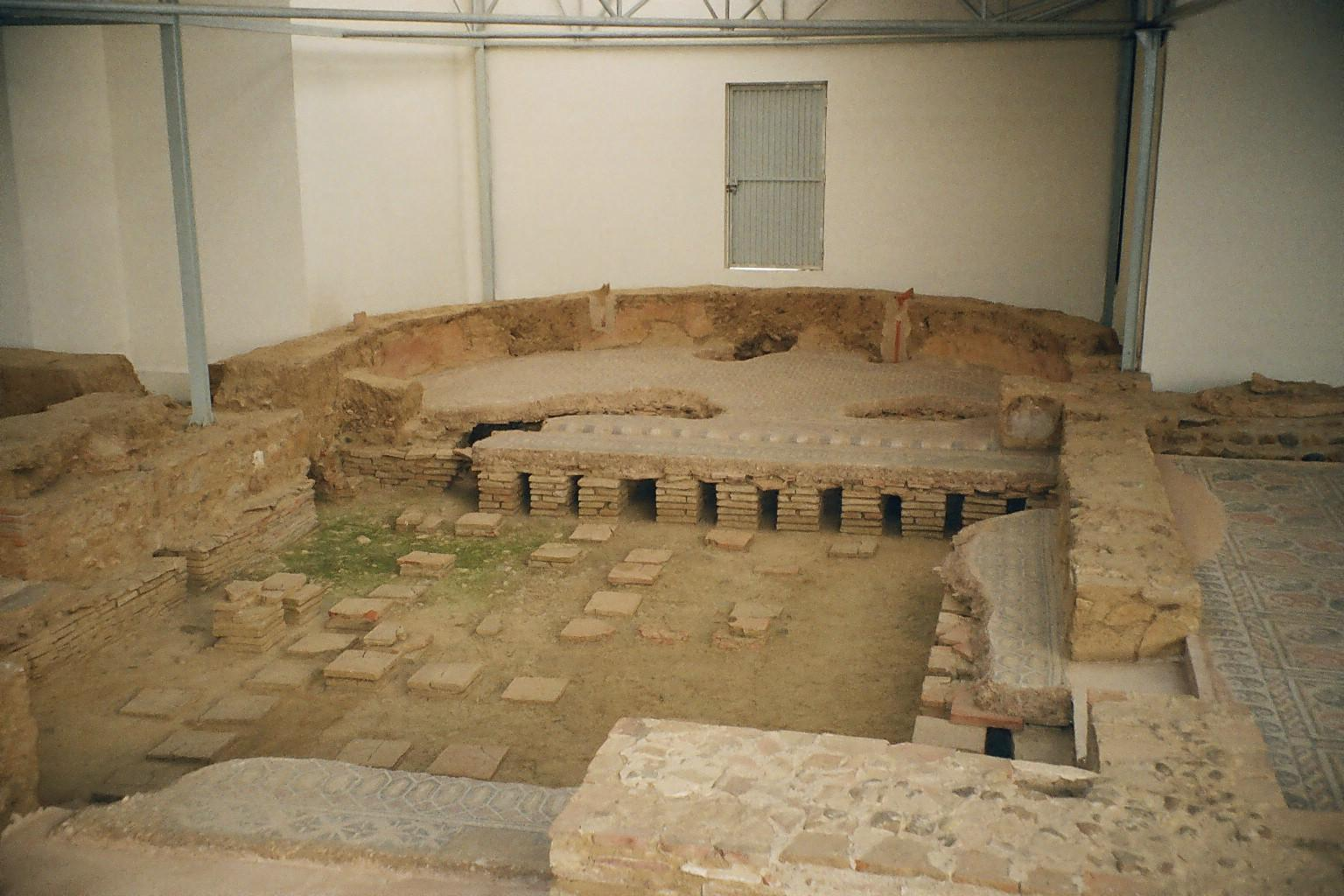
Een opgegraven vloer van een laat-Romeinse villa in La Olmeda, Palencia, Spanje. De exedra is de ruimte waar de vloer nog aanwezig is. Waar de vloer ontbreekt, zijn de pilae, de zuilen van de hypocaustum (kruipruimte voor vloerverwarming) zichtbaar.

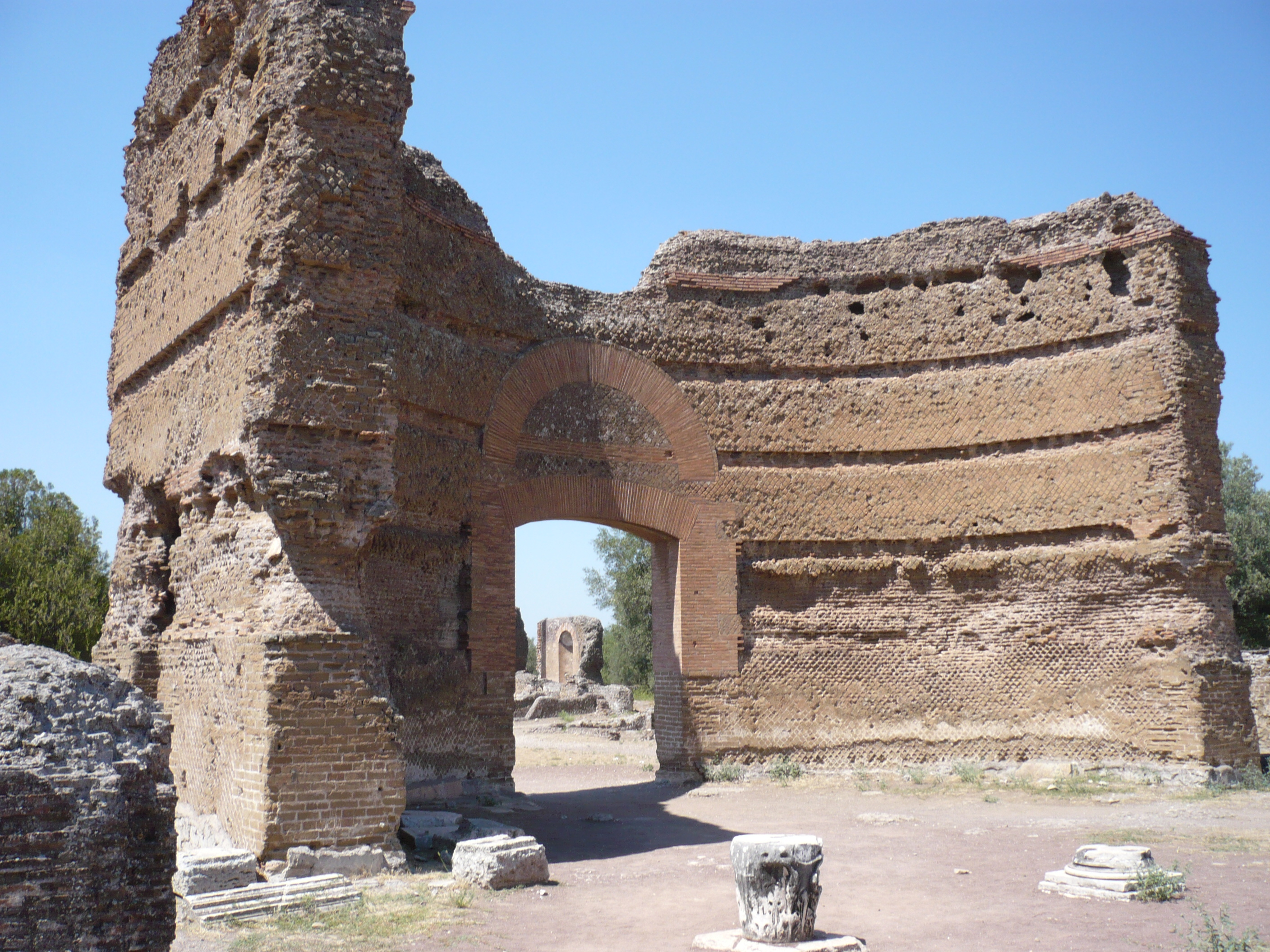
Exedra in de Villa Adriana.

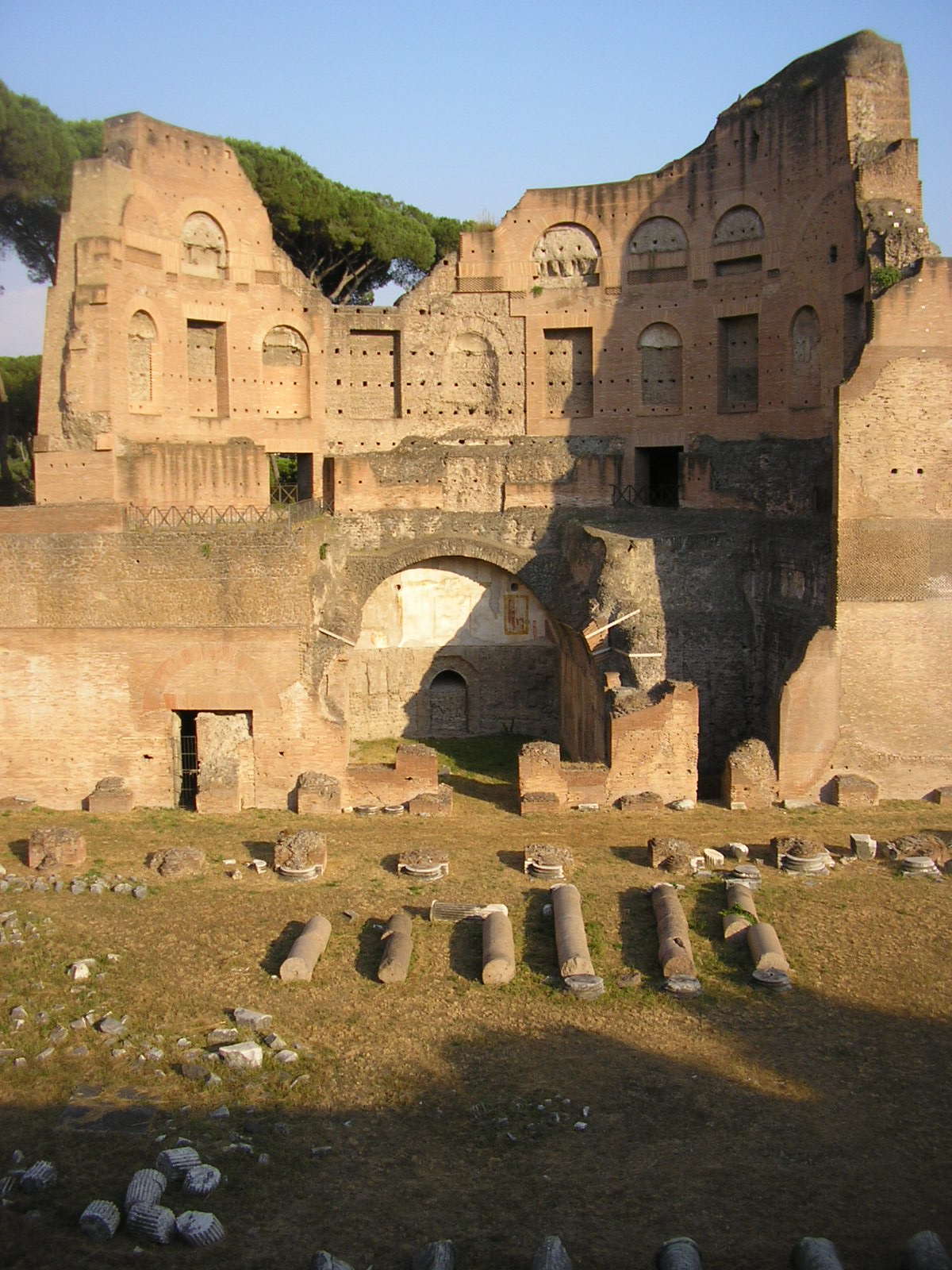
Exedra in het Stadion van Domitianus op de Palatijnheuvel, Rome.

Een exedra (Oudgrieks ἡ ἐξέδρα, Latijn: exedra, Italiaans: esedra) is in de oud-Griekse en Romeinse architectuur een halfronde nis of uitbouw, soms in de gevel van een gebouw onder een halve koepel, die kon dienen voor vergaderingen, gesprekken en lezingen. In de oorspronkelijk Griekse vorm was een exedra een zitgelegenheid aan de buitenkant van een gebouw, een ruimte met een gebogen zitbank die grensde aan een zuilengalerij (stoa of peristylium). Een exedra kan ook een gebogen onderbreking zijn van een rechte colonnade (zuilenrij), met of zonder zitbank in de vorm van een halve cirkel. Boven de ronde zitbank kunnen beelden staan, al of niet met een fontein in het hart van de halve cirkel.
De exedra vormde de ronde afsluiting van de Romeinse basilica, waaruit zich de apsis in christelijke kerkgebouwen ontwikkelde. De mihrab werd de islamitische variant.

## Voorbeelden
Exedra's komen veelvuldig voor in klassieke villa's, paleizen, gymnasia en andere openbare gebouwen en werden door latere architecten geïmiteerd. In bredere zin kunnen ze ook deel uitmaken van een kerk, tuinontwerp, folly of stadsplein.

### Griekse oudheid
- Delphi
- Delos
- Mouseion, Alexandrië, 3e eeuw v.Chr.

### Romeinse oudheid
- Forum van Augustus, Rome, 42 v.Chr. - 2 v.Chr.
- Domus Aurea van keizer Nero, Rome
- Thermen van Trajanus, Rome, 104-109
- Basilica Ulpia, Forum van Traianus, Rome, door architect Apollodorus, 106-113
- Exedra en Gebouw met de drie exedra's, Villa Adriana bij Tivoli, 126-134
- Theater van Santiponce (Italica), Santiponce, Sevilla.
- Thermen van Caracalla, Rome
- Stadium van Domitianus, Palatijn, Rome
- Piazza della Repubblica, Rome, heette eerder Piazza Esedra, omdat hij de vorm van de exedra van de Thermen van Diocletianus (gebouwd 298-306) volgde. Heringericht 1887-1898.
- Tempel van Jupiter Helipolitanus, Baalbek, Libanon
- Exedra van Herodes Atticus, Olympia
- Vier exedra's in Santo Stefano Rotondo, Rome, vijfde eeuw
- Vier exedra's in Hagia Sophia, Istanbul

### Middeleeuwen
- Basiliek van San Vitale, Ravenna, 526-547
- Armeense kerk van Kars, Turkije, 943-967

### Renaissance en later
- Dom van Florence door Filippo Brunelleschi, 1472
- Cortile del Belvedere (Cortile della Pigna), Vaticaan door Donato Bramante, 1504-1541
- Villa Aldobrandini, Frascati, 1598-1602
- Sultan Ahmetmoskee, Istanbul. Drie exedra's komen uit op de centrale koepel, 1609-1616
- Lion Exedra, Belton House, Grantham, Lincolnshire, Engeland, 1685-1688
- Centrale deel van de Trevifontein uit de Barok met een standbeeld van Neptunus naar een ontwerp van Bernini, ten slotte gebouwd 1732-1735
- West Wycombe Park, bij de Temple of Venus, Buckinghamshire, Engeland, 1740-1780
- Parque de El Capricho, Plaza de los Emperadores, Madrid, 1787-1839
- Nieuwe Hermitage in Sint-Petersburg, gebouwd tussen 1839-1852.
- Abraham Lincoln: The Head of State (1908), Grant Park, Chicago
- Palazzo dell'INA e dell'INPS (INA=Istituto Nazionale delle Assicurazioni, INPS=Istituto Nazionale per la Previdenza Sociale), Piazzale delle Nazioni Unite, EUR, Rome. Twee grote symmetrische gebouwen, elk in halfronde vorm. Drie exedra's met fonteinen, door Giovanni Muzio, Mario Paniconi en Giulio Pediconi, geïnspireerd op Forum van Trajanus. Ontwerp 1939.

## Schilderijen met een exedra
- Lawrence Alma-Tadema: An Exedra, 1869 (opus LXVIII)
- id., Sappho and Alcaeus, 1881
- id., The explanation - an old history, 1882
- id., Expectations, 1885
- id., Under the Roof of Blue Ionian Weather, 1898-1901
- id., Silver favourites, 1903

## Galerij

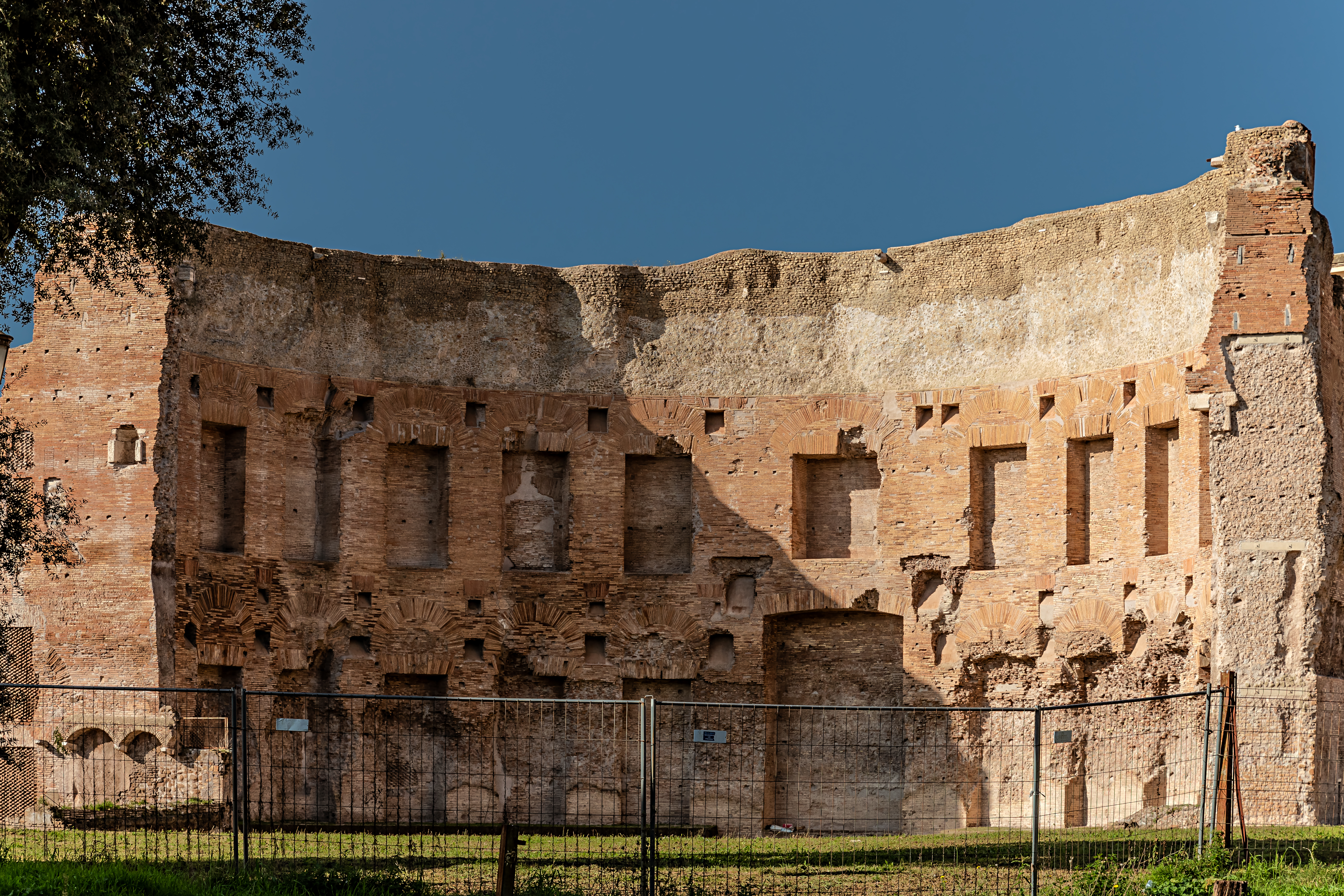
Thermen van Trajanus.
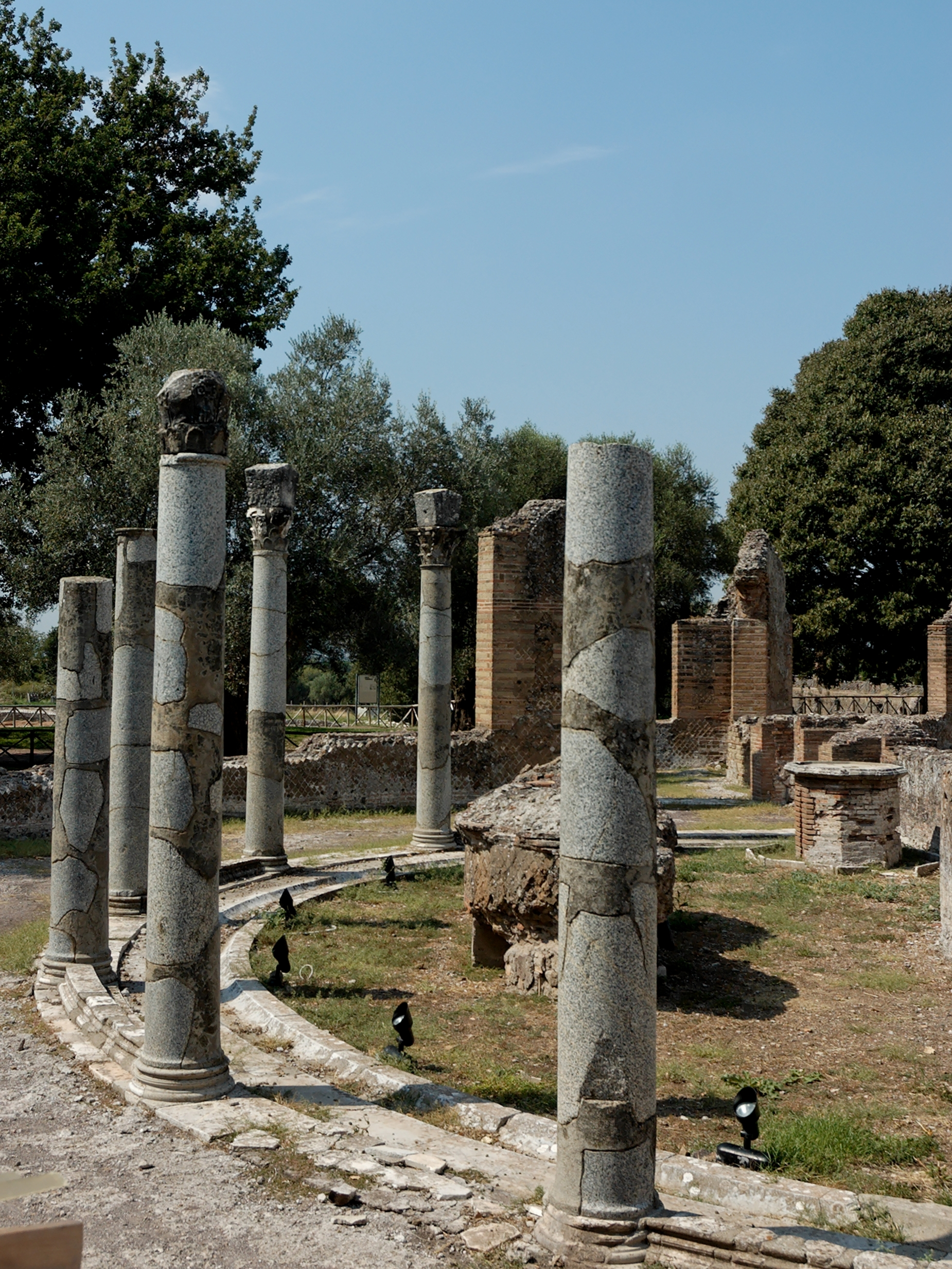
Gebouw met drie exedra's in de Villa Adriana.
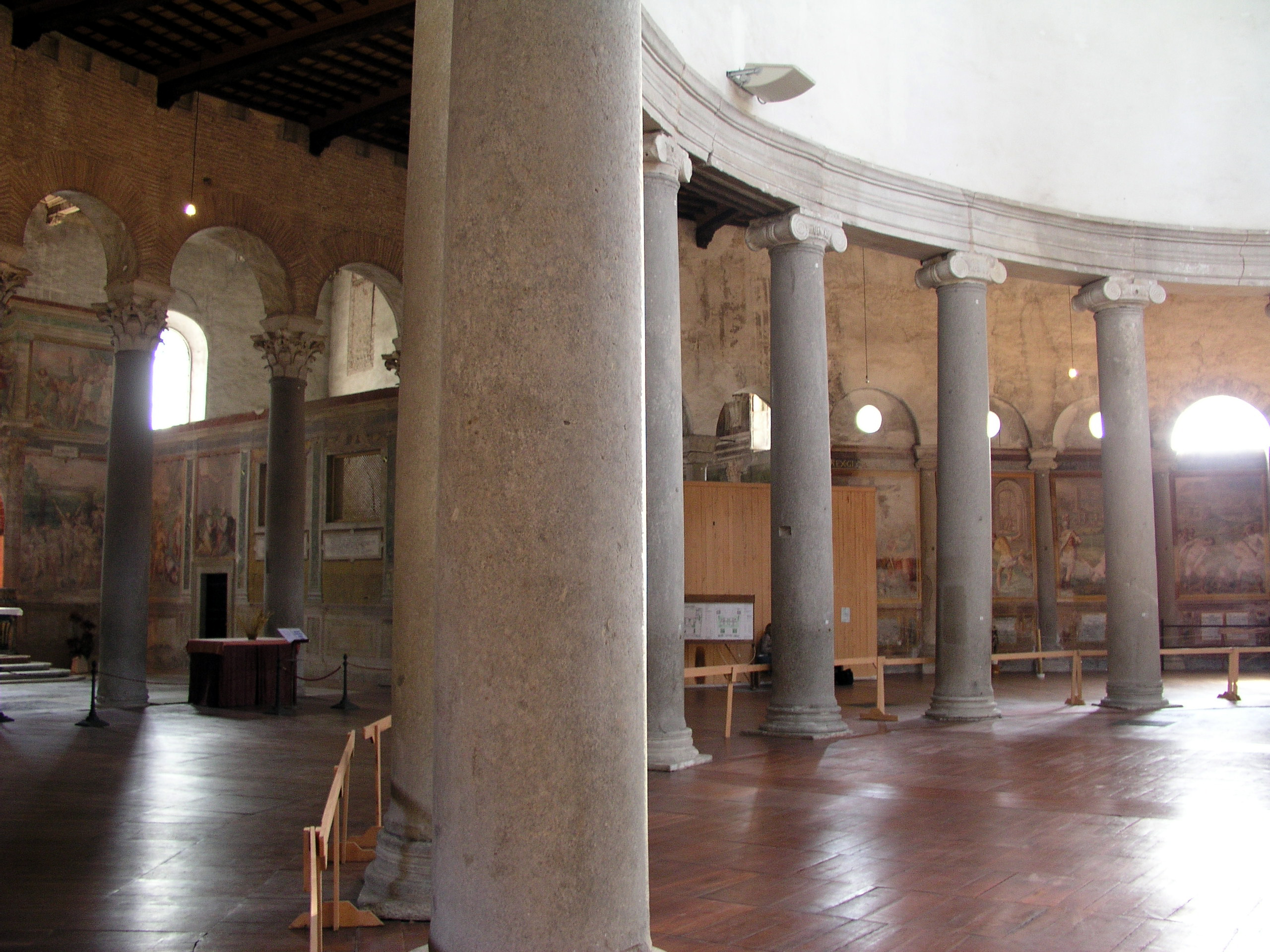
Santo Stefano Rotondo: vier zijbeuken in de vorm van exedra's, vijfde eeuw.
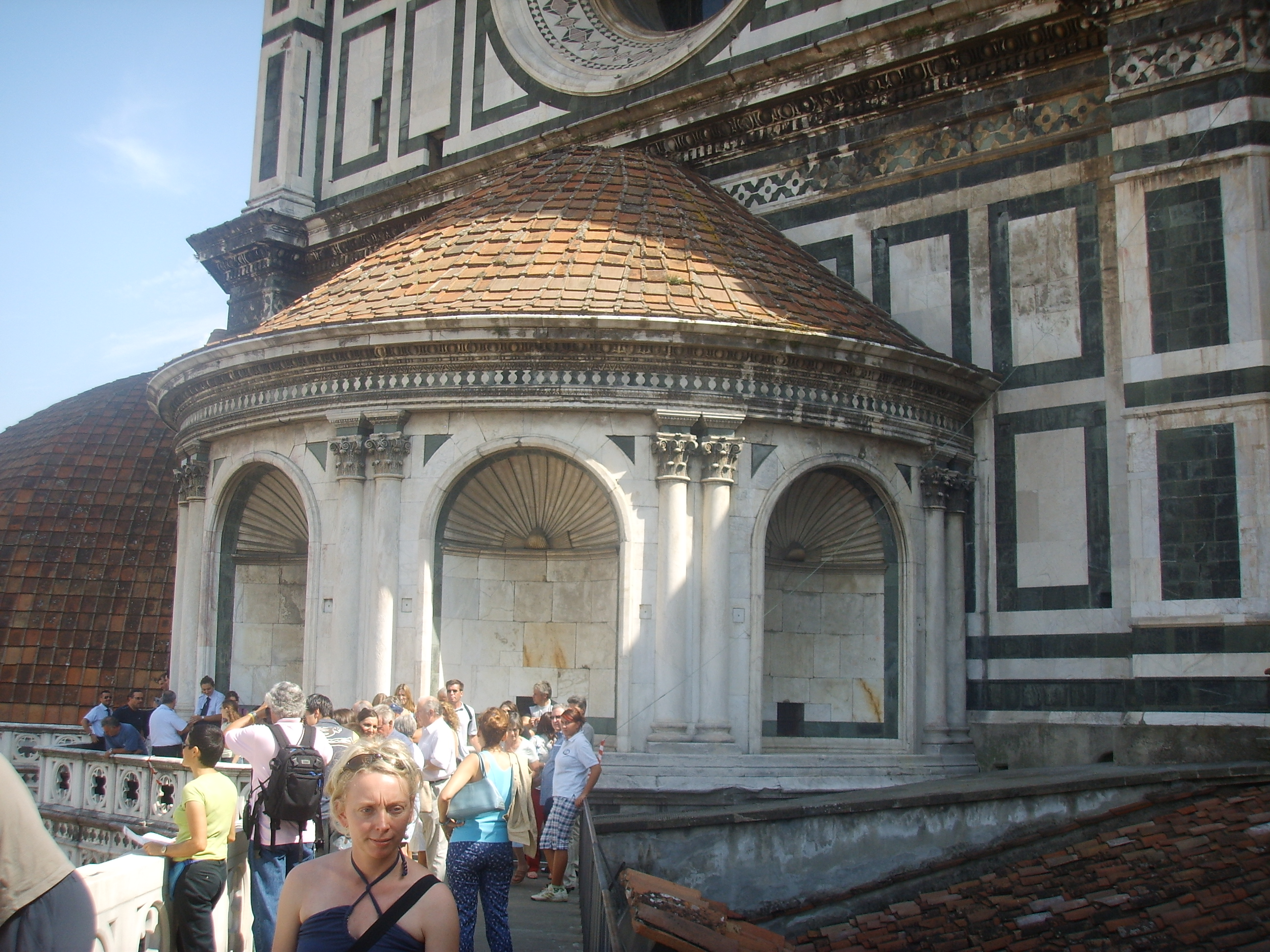
Exedra aan de Dom van Florence (Santa Maria del Fiore).
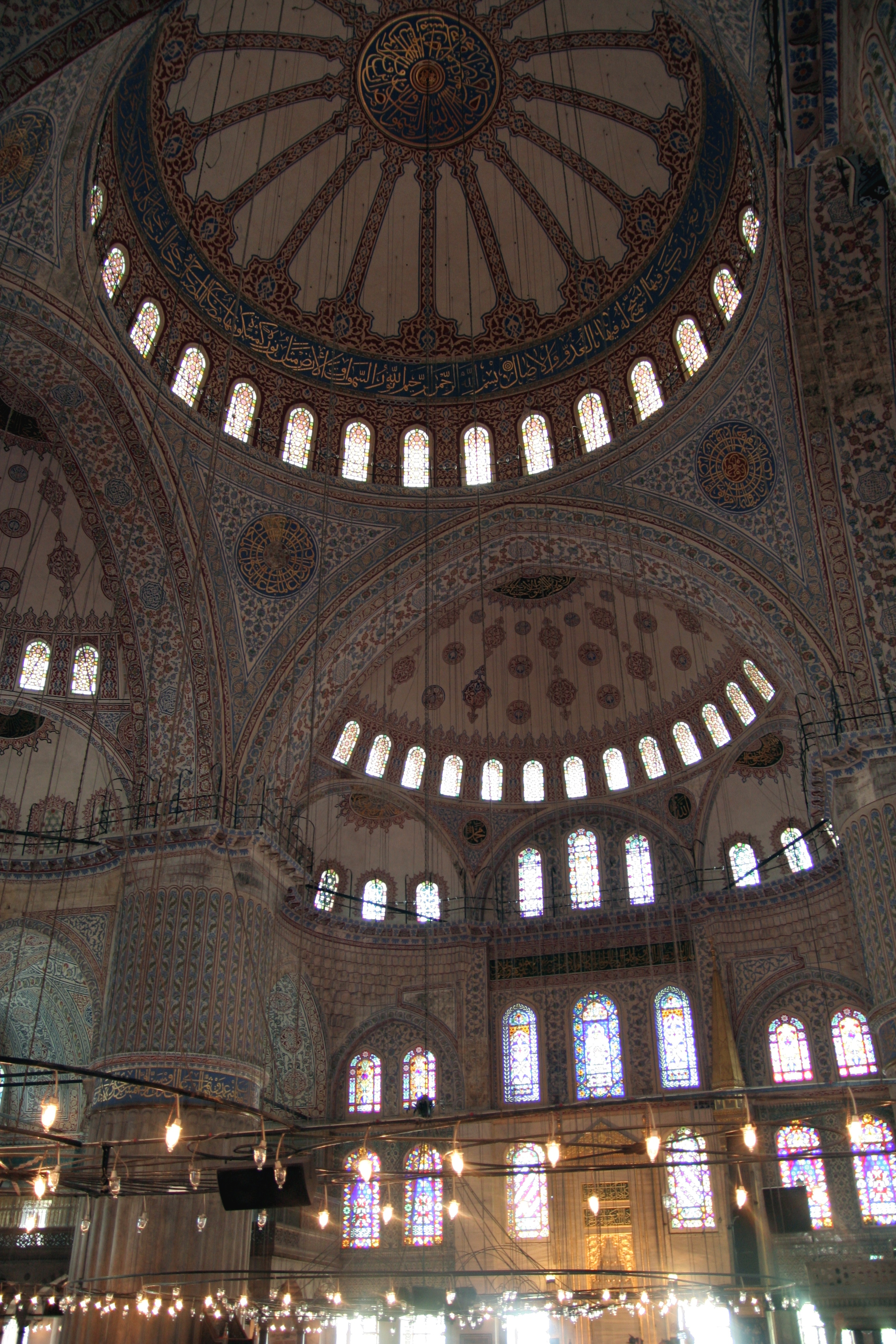
Sultan Ahmetmoskee, Istanbul.
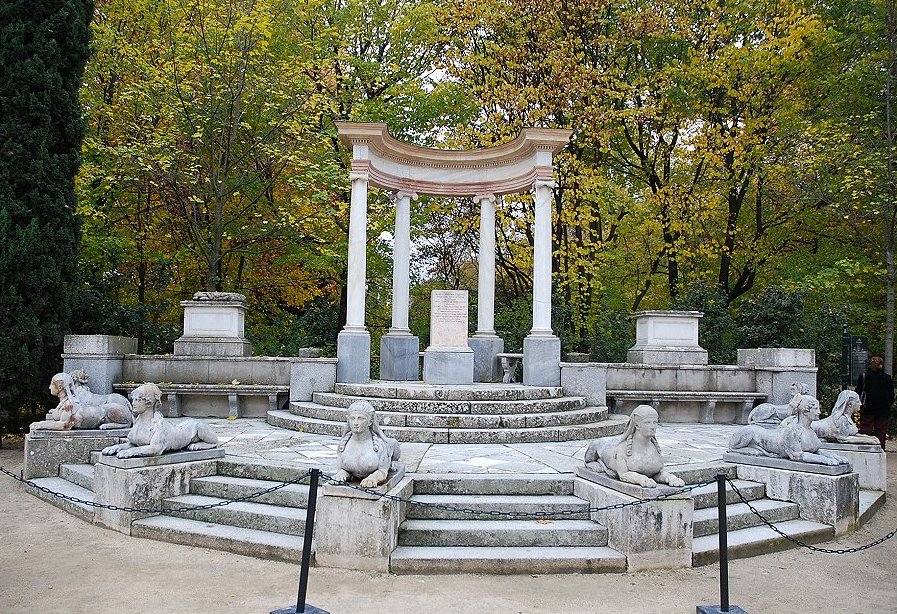
Neoklassieke exedra in het Parque de El Capricho, Plaza de los Emperadores, Madrid.
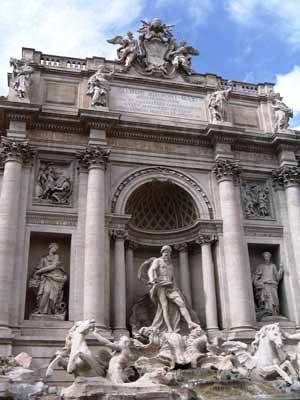
Trevifontein, Rome
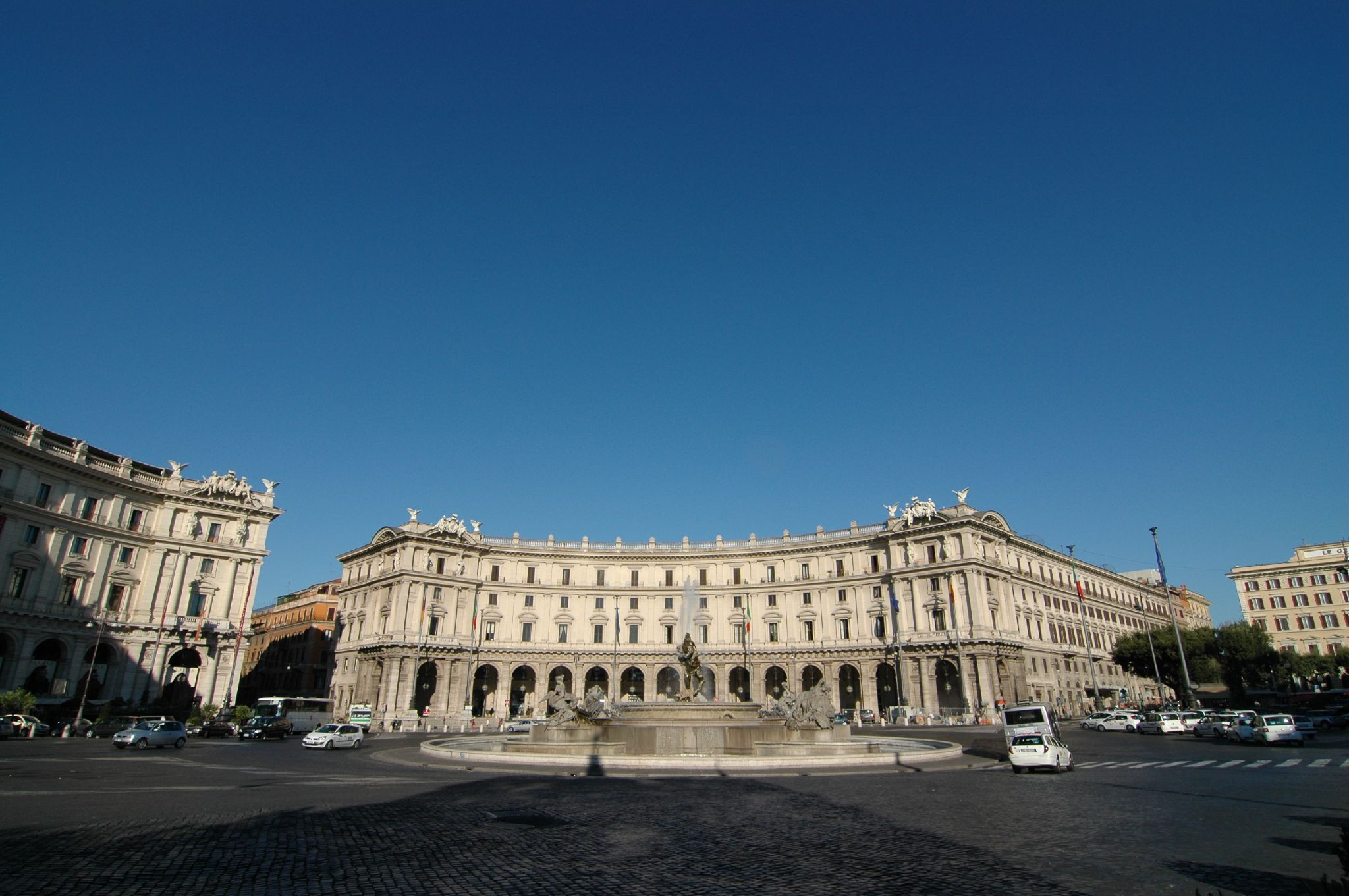
Piazza della Repubblica, Rome. Herbouwd 1887-1898.
Lawrence Alma-Tadema: Sappho and Alcaeus, 1881.
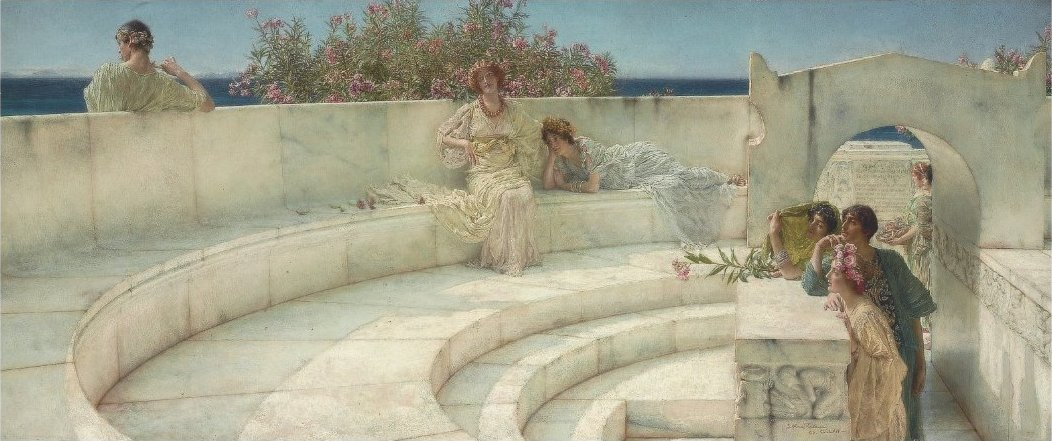
Alma-Tadema: Under the Roof of Blue Ionian Weather, 1898-1901.
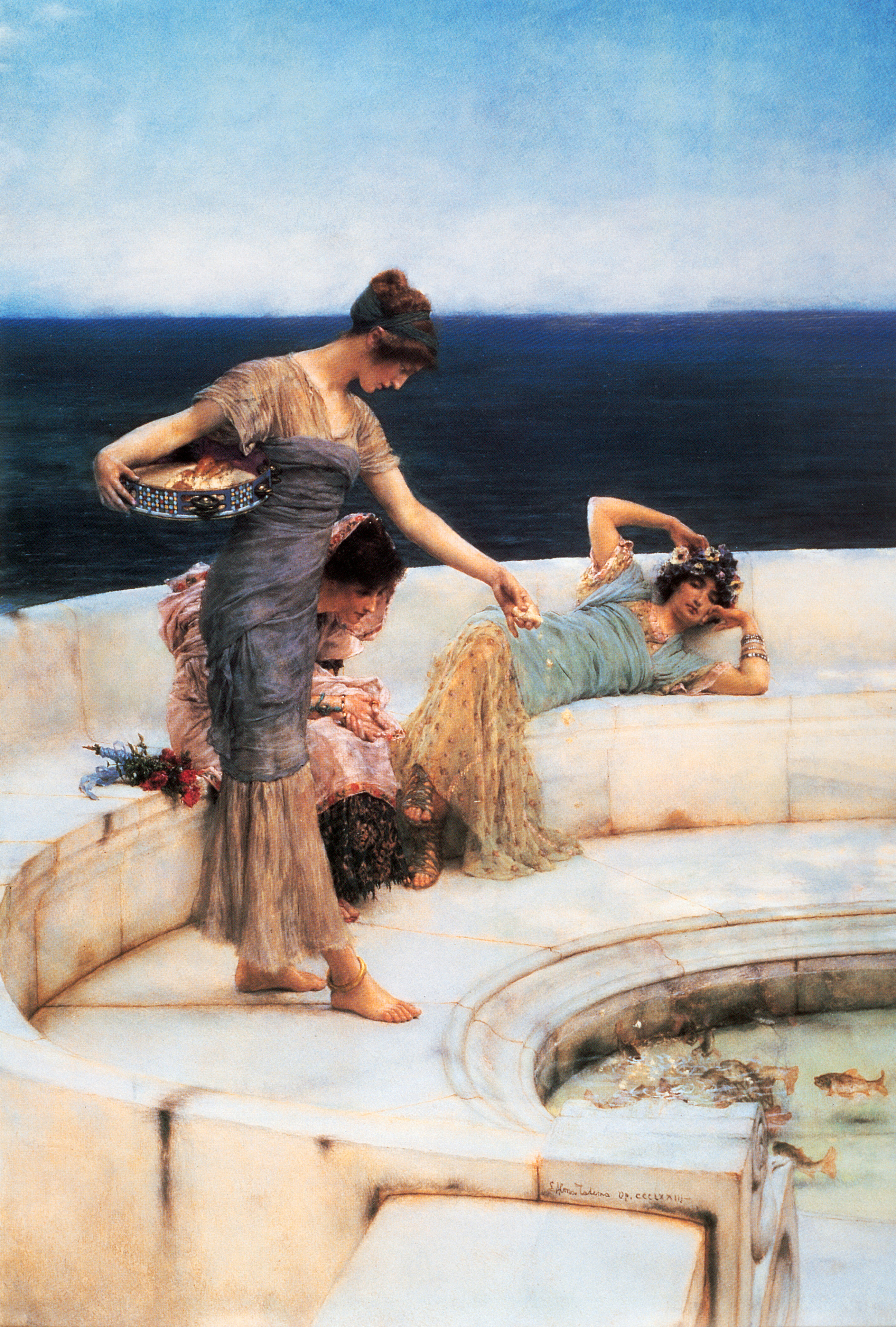
Alma-Tadema: Silver favourites, 1903.
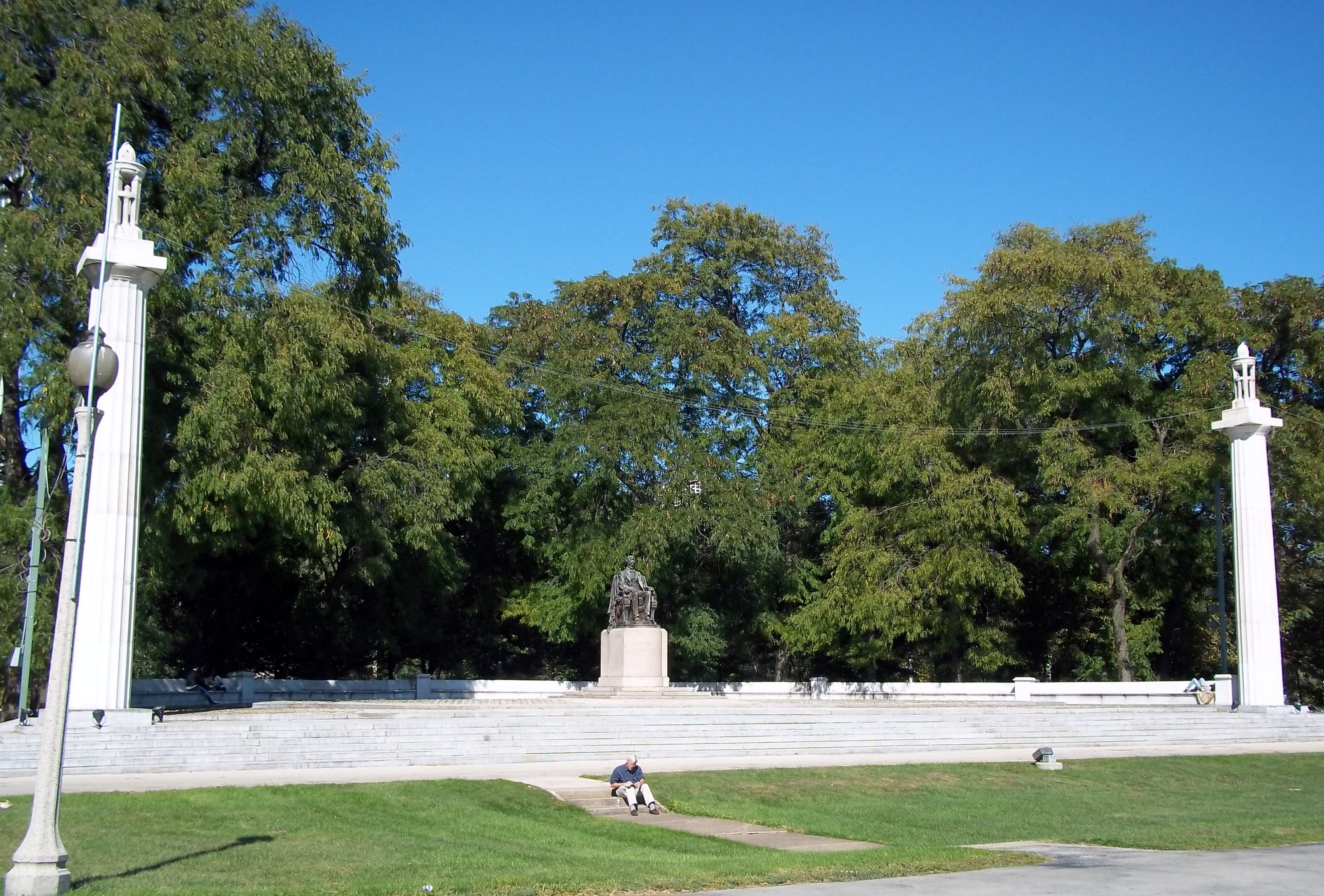
Een monument in de vorm van een exedra: Abraham Lincoln: The Head of State (1908), Grant Park, Chicago.
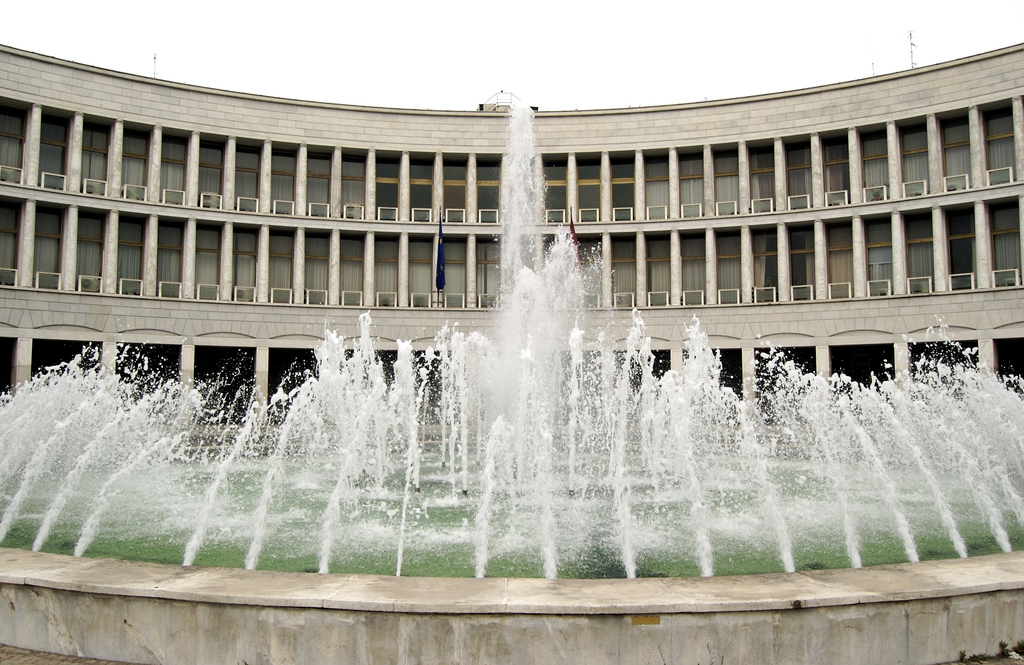
Kantoor (Palazzo) van de INA, Rome-EUR
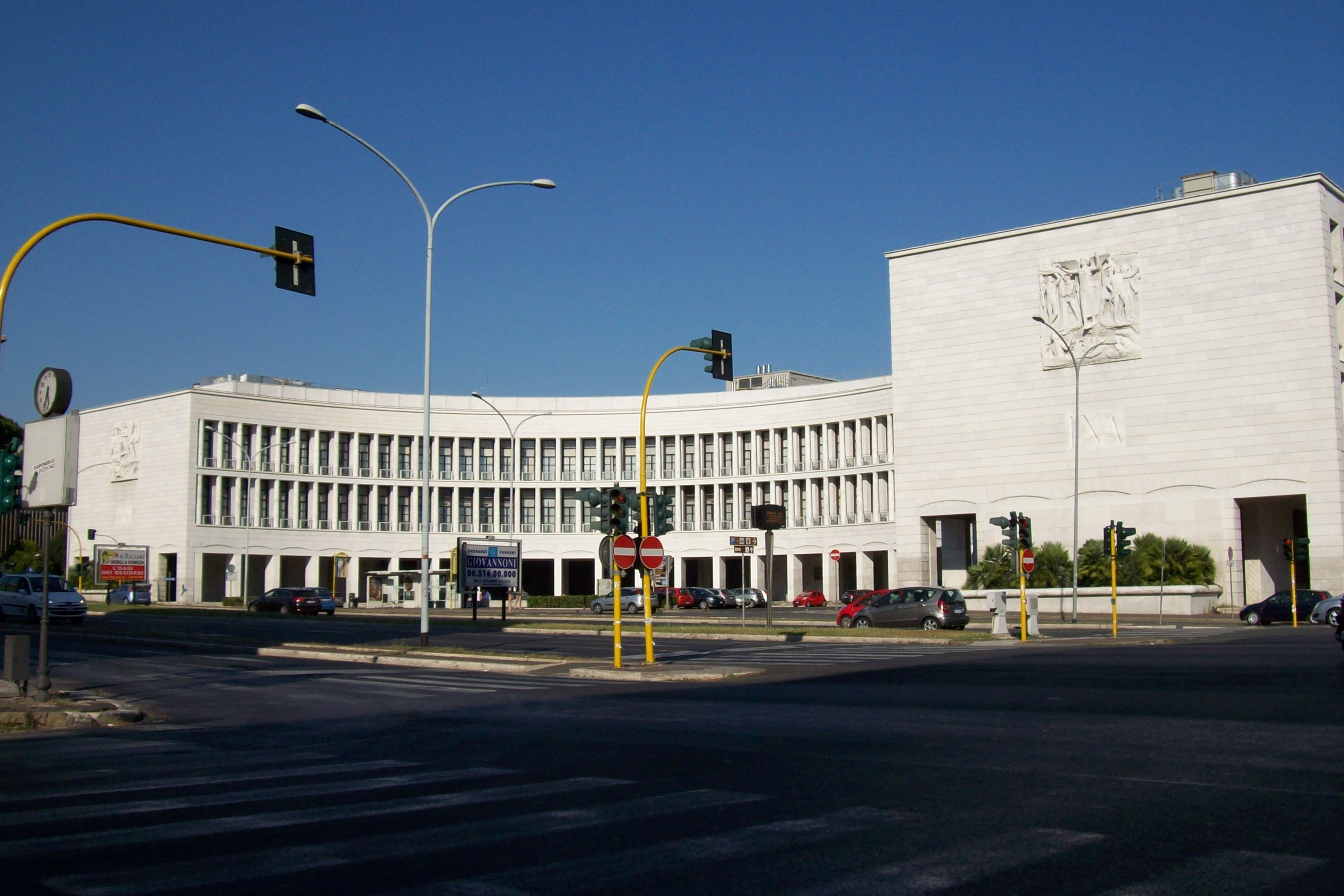
Kantoor (Palazzo) van de INA, Rome-EUR